# Santiago Cabrera
Santiago Cabrera (Caracas, 5 maggio 1978) è un attore cileno naturalizzato britannico.

## Biografia
È nato a Caracas, in Venezuela, il 5 maggio 1978 da genitori cileni. Ha trascorso la sua infanzia tra Toronto, Londra, Madrid e la Romania fino a quando la sua famiglia non decise di ritornare in Cile. A 15 anni, Cabrera andò a studiare a Londra dove divenne il capitano della squadra di calcio del liceo. La sua insegnante di recitazione lo aiutò a sviluppare il suo talento nel recitare e mentre si formava al Drama Center, recitò in diverse produzioni comprese The Madras House, Un mese in campagna, Napoli milionaria!, Britannico, The Dutch Courtesan e The Last Days of Don Juan. Dopo il diploma si esibì nell'Otello di Shakespeare.
Debutta al cinema nel film del 2004 Haven, in seguito prende parte al film Amore e altri disastri e alla serie televisiva per la ABC Empire nel ruolo di Ottaviano Augusto, ma il ruolo che gli ha dato più popolarità è quello di Isaac Mendez, artista tossicodipendente con il dono di dipingere il futuro, nella serie TV Heroes. Terminata l'esperienza in Heroes, recita nel film del 2007 Goal! 2 - Vivere un sogno, mentre nel 2008 impersona Camilo Cienfuegos in Che - L'argentino di Steven Soderbergh.
Avrebbe dovuto interpretare Aquaman nel film di George Miller dedicato alla Justice League of America, Justice League: Mortal, che a causa dello sciopero degli sceneggiatori e a vari problemi produttivi non venne mai realizzato. Sempre nel 2008 interpreta Lancillotto nella serie televisiva britannica Merlin. Nel 2011 entra a far parte del cast principale della serie televisiva Alcatraz, nel ruolo di Jimmy, il fidanzato di Rebecca Madsen interpretata da Sarah Jones.
Nel 2013 è uno dei protagonisti della miniserie, Anna Karenina, nei panni del conte Vronskij. Da gennaio 2014 a luglio 2016 è tra i protagonisti della serie televisiva britannica BBC The Musketeers, dove riveste il ruolo del moschettiere Aramis. Nel 2020 partecipa alla commedia Fata madrina cercasi.

### Vita privata
Cabrera è sposato dal 2003 con Anna Marcea, una direttrice teatrale. La coppia ha avuto il primo figlio nell'aprile 2016.

## Filmografia

### Cinema
- Haven, regia di Frank E. Flowers (2004)
- Amore e altri disastri (Love and Other Disasters), regia di Alek Keshishian (2006)
- Che - L'argentino (The Argentine), regia di Steven Soderbergh (2008)
- La vida de los peces, regia di Matías Bize (2010)
- Cristiada, regia di Dean Wright (2011)
- Transformers - L'ultimo cavaliere (Transformers: The Last Knight), regia di Michael Bay (2017)
- Seven Sisters, regia di Tommy Wirkola (2017)
- Ema, regia di Pablo Larraín (2019)
- Fata madrina cercasi (Godmothered), regia di Sharon Maguire (2020)
- Beetlejuice Beetlejuice, regia di Tim Burton (2024)

### Televisione
- Spooks – serie TV, 2 episodi (2003)
- Judge John Deed – serie TV, 1 episodio (2003)
- Empire – miniserie TV, 6 puntate (2005)
- Merlin – serie TV, 6 episodi (2008-2011)
- Heroes – serie TV, 17 episodi (2006-2010)
- Covert Affairs – serie TV, episodio 2x11 (2011)
- Alcatraz – serie TV, episodio 1x01 (2012)
- Hemingway & Gellhorn, regia di Philip Kaufman – film TV (2012)
- Dexter – serie TV, 3 episodi (2012)
- Falcón – serie TV (2012)
- Anna Karenina – miniserie TV, 2 puntate (2013)
- The Musketeers – serie TV, 30 episodi (2014-2016)
- The Mindy Project – serie TV, 1 episodio (2016)
- Big Little Lies - Piccole grandi bugie (Big Little Lies) – serie TV, 8 episodi (2017-2019)
- Salvation – serie TV, 26 episodi (2017-2018)
- Star Trek: Picard – serie TV, 20 episodi (2020-2022)
- L'assistente di volo - The Flight Attendant (The Flight Attendant) – serie TV, 4 episodi (2022)
- Undone – serie TV animata, 1 episodio (2022)
- Neon – serie TV, 6 episodi (2023)
- The Cleaning Lady – serie TV, stagione 3 (2024)
- Land of Women – serie TV (2024)

### Documentari
- Heroes Unmasked (2008) - Narratore
- Patagonia: Earth's Secret Paradise (2015) - Narratore

### Podcast
- Hindsight: The Day Before (2023)

## Doppiatori italiani
Nelle versioni in italiano delle opere in cui ha recitato, Santiago Cabrera è stato doppiato da:
- Simone D'Andrea in Anna Karenina, Transformers - L'ultimo cavaliere
- Gabriele Sabatini in Salvation, Star Trek: Picard
- Francesco Pezzulli in Che - L’argentino
- Tony Sansone in Amore e altri disastri
- Riccardo Rossi in Merlin
- Christian Iansante in Heroes
- Federico Di Pofi in Cristiada
- Riccardo Niseem Onorato in The Musketeers
- Marco Vivio in Big Little Lies - Piccole grandi bugie
- Lorenzo Scattorin in Ema
- Jacopo Venturiero ne L'assistente di volo - The Flight Attendant